# Thalpophila iberica
Thalpophila iberica là một loài bướm đêm trong họ Noctuidae.